# لاورین ویلمسه
لاورین ویلمسه (انگلیسی: Laurien Willemse؛ زادهٔ ۲۶ مارس ۱۹۶۲) بازیکن هاکی روی چمن اهل هلند بود.